# Thomas Willis

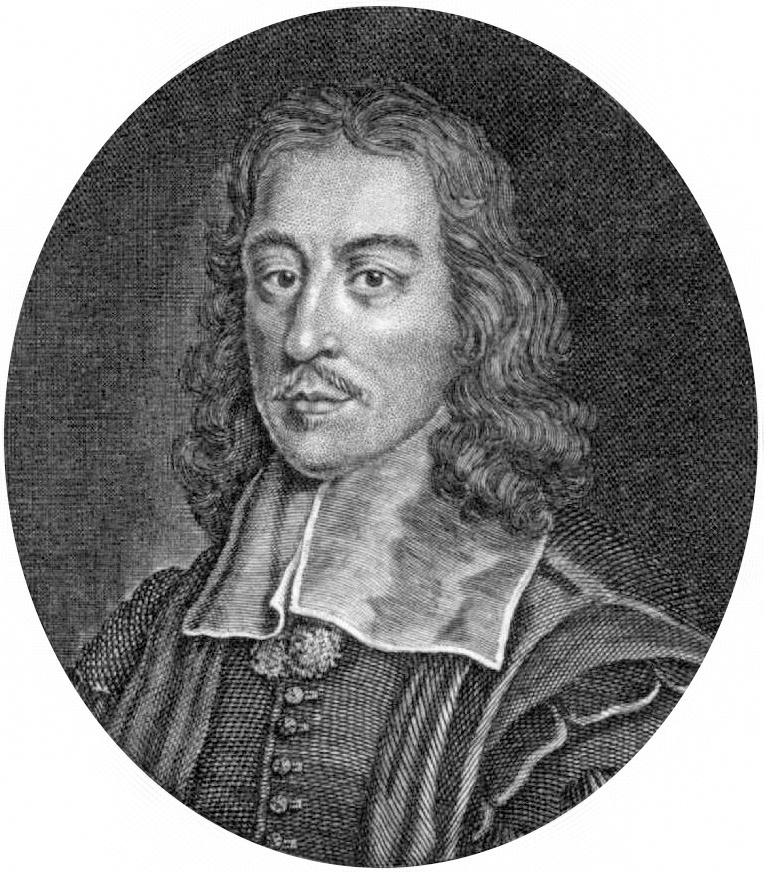
Thomas Willis

Thomas Willis (* 27. Januar 1621 in Great Bedwyn, Wiltshire bei Oxford; † 11. November 1675 in London) war ein englischer Arzt und gilt als einer der Begründer der Anatomie des Nervensystems, wobei er hieraus Rückschlüsse auch auf die psychischen Krankheiten zog, und war einer der Hauptvertreter der Iatrochemie im 17. Jahrhundert. Seine multidisziplinäre Forschung zu klinischen Zwecken setzt einen Präzedenzfall für die aktuelle translationale Forschung.

## Leben
Willis studierte ab 1636 in Oxford Medizin, nahm danach am Englischen Bürgerkrieg auf Seiten der Royalisten teil und wurde 1646 praktischer Arzt in Oxford. Zur Belohnung für seinen Royalismus wurde er im Jahr 1660 zum Professor für Naturgeschichte ernannt. 1666 siedelte er nach London über, wo er bis zuletzt forschte und als Arzt eine große Praxis betrieb. Er starb 54-jährig an einer Lungenentzündung.

## Leistungen
Willis entdeckte unter anderem den nach ihm benannten Arterienring (Circulus arteriosus cerebri) zur Blutversorgung des Gehirns und beschrieb erstmals das Restless-Legs-Syndrom.
Mit seinem 1664 erschienenen Werk Cerebri anatome lieferte er erstmals eine detaillierte Beschreibung des Gehirns und der Nerven, illustriert wurde das Werk von Christopher Wren. Willis hat nicht nur den Begriff der Neurologie geprägt, sondern damit auch den Grund für die Jahrhunderte der Neurosenforschung gelegt, die zunächst u. a. mit George Cheyne (1641–1743), Robert Whytt (1714–1766) und William Cullen (1710–1790) in England begann, siehe Abschnitt Kultur- und psychiatriegeschichtliche Aspekte. Auch die moralische Behandlung von William Battie (1703–1776) und William Tuke (1732–1822) stand unter dem Eindruck des Spannungsfeldes, das durch die somatischen Erkenntnisse geschaffen war. Darüber hinaus führte Willis viele Fachbegriffe auf dem Gebiet der Neuroanatomie, Neurophysiologie und Neuropathologie ein, wie z. B. der den Begriff der Reflexantwort, der Hirnrindenfunktion, der Hirnlokalisation und der inneren Sekretion. Er ist der Erstbeschreiber der Myasthenia gravis und erwarb Verdienste bei der Beobachtung des Schwachsinns, der Epilepsie und schizoaffektiver Verstimmungen. Außerdem führte er die heute noch gültige Nummerierung der Hirnnerven ein. Weitere wichtige Strukturen, die Willis erstmals beschrieb sind: Corpus striatum, Thalamus opticus, Pons und Corpus mamillare.
Als Iatrochemiker führte er uroskopische Untersuchungen durch. Wie Helmont destillierte er  Harn und leitete aus dessen Bestandteilen (Wasser, Weingeist, Harngeist, ein festes Harnsalz, ein flüchtiges, sehr saures Harnsalz und ein erdiger Rückstand) dessen Eigenschaften ab. Willis hatte 1673 erkannt, das der Harn bei dem von ihm als Blutkrankheit gedeuteten Diabetes mellitus ein charakteristischer Zuckergeschmack vorhanden ist. Er trug zudem zur Erforschung der Wassersucht bzw. von Ödembildungen bei, da er erkannte, dass – wie er in Pharmaceutice rationalis schreibt, bei einer Behinderung des Lauf des Blutes dessen wässriger Teil aus den Gefäßen austritt.
In seinem 1666 in London gedruckten Buch A Plain and Easy Method for Preserving those that are Well from the Infection of the Plague, and for Curing such as are Infected warnt er vor exzessivem Alkoholgenuss, empfiehlt aber, wie vor ihm die mittelalterlichen Gesundheitslehren, moderates Trinken.

## Kultur- und psychiatriegeschichtliche Aspekte
Entsprechend den Begriffen aus den Gründungsjahren der Royal Society ist Willis geprägt von den körperlichen und sozialmoralischen Vorstellungen seiner Zeit. Willis war Zeitgenosse von John Locke (1632–1704) und  Thomas Sydenham (1624–1689) und bereitete die öffentlichen Diskussionen über „madness“ und „English Malady“ vor, die u. a. durch Bernard Mandeville (1670–1733), Jonathan Swift (1667–1745) und Daniel Defoe (1660–1731) fortgesetzt wurden. Sydenham war ebenfalls Mitglied der Royal Society. Irresein war damals durchaus ein politischer Gegenstand und durchaus von nationalem öffentlichem Interesse, da dieses Thema sich sowohl in Klubs, in den Zeitschriften, in Tee- und Kaffeehausdiskussionen, auf der Straße als auch in der ärztlichen Sprechstunde (Sprechstundenpsychiatrie) bemerkbar machte. Hierbei war es üblich, dass der Stimme des Volkes, der »common voice« oder dem »public spirit« bzw. »common sense«, ein hoher Stellenwert beigemessen wurde. Dieser »common sense« und die reflektierend auf Innerlichkeit gerichtete Bildungstätigkeit der Subjektivität wurde auch von Anthony Shaftesbury (1671–1713) sowie von der Schottischen Schule aufgegriffen. Willis hat diese Auffassungen in sein psychologisches Konzept der »Nerven-Spirits« (spiritus animales) eingebaut. Hierbei sollten äußere mechanische Bewegungen ebenso wie die Phantasietätigkeit eine Rolle spielen. Der Gemeinsinn (»sensus communis«) liege in der Hirnmitte. Das Nervensystem sei aufgrund der »Nerven-Spirits« und der »Corporeal Soul« begeistert und so zu psychologischen Empfindungen fähig. Dazu führt der den Titel der »Psycheology« ein.
Durch dieses neurologisch-psychologische System wurden die früheren humoral-chemischen Erklärungen verdrängt. Insbesondere die Funktionellen Syndrome wurden somit von Willis als Formen des Irreseins erklärt, bei denen keine materielle Schädigung sichtbar sei. Hier seien nur die an ihren Wirkungen erkennbaren Nerven-Spirits lädiert. Es konnten so beliebige psychische, moralische, soziale und politische Phänomene als »krank« oder »abnorm« angesehen werden.
Willis vertrat die bis dahin neue und bisher außer ihm nur von Charles Le Pois 1618 ausgesprochene Auffassung, dass Hysterie keine Erkrankung der Gebärmutter sei, sondern eine Gehirnkrankheit. Die vorgenannte Krankheitslehre Willis’ (Nerven-Spirits) wird hauptsächlich auf die Hysterie angewendet. Mit Thomas Sydenham (1624–1689) und Francis Glisson (1596–1677) zusammen wird dieses System der Nerven-Sprits auch auf die Hypochondrie ausgedehnt. Hierbei sind meist Frauen von Hysterie betroffen, außer wenn sie hart arbeiten, während Männer von Hysterie betroffen sind, vor allem dann, wenn sie eher eine sitzende Tätigkeit ausüben. Dörner führt aus, dass sich die Krankheitsbeschreibungen auf die sichtbare bürgerliche Öffentlichkeit beziehen, speziell auf die in den kaufmännischen oder sonstigen Büros oder in akademischen oder literarischen Berufen.

## Ehrungen
Am 18. November 1663 wurde Willis als Mitglied („Fellow“) in die Royal Society gewählt.

## Schriften (Auswahl)

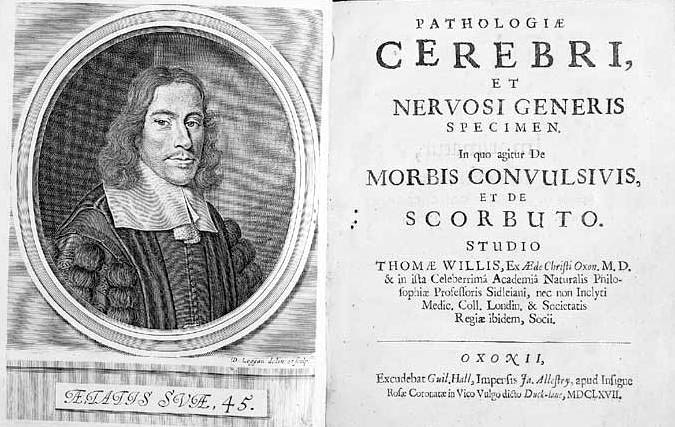
Pathologiae Cerebri et Nervosi Generis Specimen

- G. Blasius (Hrsg.): Thomae Willis Med. Doct. Opera Omnia: Nitidius quam unquam hactenus edita, plurimum emendata, Indicibus rerum copiosissimis, ac distinctione characterum exornata. 2. Auflage. Amsterdam 1682.
  - Liber de urinis. In: Opera Omnia. Amsterdam 1682.
- Cerebri anatome: cui accessit nervorum descriptio et usus. 1664
- Pathologiae Cerebri et Nervosi Generis Specimen. 1667
- De urinis dissertatio epistolica. Traj. ad Rhen. 1670
- De Anima Brutorum. 1672
- Pharmaceutice rationalis. Sive Diatriba de medicamentorum operationibus in humano corpore. Band 1, 1674/1675, Scan bei Google Books
- Pharmaceutice rationalis sive diatriba de medicamentorum operationibus in humano corpore. [S.l.] ; Hagae-Comitis : Leers, 1677. Digitalisierte Ausgabe der Universitäts- und Landesbibliothek Düsseldorf
- Clarissimi Viri Thomae Willis, Medicinae Doctoris, Naturalis Philosophiae Professoris Oxoniensis … Opera Omnia : Cum Elenchis Rerum Et Indicibus necessariis, ut & multis Figuris aeneis. 1681 Digitalisierte Ausgabe der Universitäts- und Landesbibliothek Düsseldorf; weitere Ausgabe, hrsg. von G. Blasius, Amsterdam 1682.